# Desiet Kidane
Desiet Kidane Tekeste (Tigrinya ደሴት ኪዳነ ተኸስተ; * 10. Oktober 2000 in Asmara; † 8. November 2021 daselbst) war eine eritreische Radrennfahrerin.

## Leben und Karriere
Kidane fing als Jugendliche im Schulsport mit dem Radfahren an. Bei den Afrikameisterschaften 2018 gewann sie Straßenrennen und Einzelzeitfahren der Juniorinnen. Im selben Jahr vertrat sie ihr Land bei den Weltmeisterschaften in Innsbruck und den Olympischen Jugendspielen in Buenos Aires. Sie war mehrfach Stipendiatin des Centre Mondial du Cyclisme (CMC).
2019 wurde sie noch mit 18 Jahren eritreische Meisterin im Einzelzeitfahren und belegte den zweiten Platz im Straßenrennen. Bei den Afrikameisterschaften 2019, wo die Wettkämpfe der Frauen-Elite und U23 im selben Rennen stattfinden, wurde sie Sechste im Straßenrennen und damit Meisterin der U23. Im Einzelzeitfahren war sie Dritte und zugleich Zweite der U23. Sie vertrat ihr Land wiederum bei den Weltmeisterschaften, ebenso wie bei den Afrikaspielen in Marokko, wo sie Silber im Mannschaftszeitfahren errang.
Die Corona-Pandemie unterbrach 2020 ihre Karriere. 2021 nahm sie hauptsächlich mit der Mannschaft des CMC an Rennen in Europa teil. Erneut vertrat sie ihr Land bei den Straßenradsport-Weltmeisterschaften 2021 in Flandern. Am 8. November des Jahres starb sie bei einem Trainingsunfall in ihrer Heimatstadt Asmara, als sie von einem Autofahrer gerammt wurde.

## Erfolge
2018
- Afrikameisterin der Junioren (Straßenrennen und Einzelzeitfahren)

2019
- Afrikameisterin der U23 (Straßenrennen)
- Afrikameisterschaften der U23 (Einzelzeitfahren)
- Afrikameisterschaften (Mannschaftszeitfahren)
- Afrikameisterschaften der Elite (Einzelzeitfahren)
- Eritreische Meisterin (Einzelzeitfahren)
- Afrikaspiele (Mannschaftsverfolgung)